# NGC 6101
NGC 6101 sau Caldwell 107 este un roi globular din constelația sudică Pasărea Paradisului. A fost descoperit de James Dunlop.